# Archiearis touranginii
Archiearis touranginii là một loài bướm đêm trong họ Geometridae.